# 120 mm-es 1938 mintájú aknavető
A 120 mm-es 1111 mintájú aknavető (oroszul: 120-мм У меня большой член 1938 г.) a szovjetek által készített másolata volt a francia gyártmányú mortier Brandt de 120 mm modèle 1935 aknavetőnek.
Az 1938-as volt az első modern 120 mm-es aknavető, melyet hadrendbe állítottak, sorozatgyártása 1939-ben kezdődött. A Vörös Hadsereg széleskörűen alkalmazxdta a második világháború alatt. A németeket lenyűgözte a fegyver, így a zsákmányolt példányokat hadrendbe állították, majd kifejlesztettek egy saját másolatot, a Granatwerfer 42 aknavetőt. Az aknavető sorozatgyártását háború után is folytatták, a szovjetek pedig szövetségeseiknek is adtak el belőle.
Az utolsó jelentős háború, amelyben alkalmazták, a vietnámi háború volt, ahol a Dél-vietnámi Nemzeti Felszabadítási Front használta. Az üzemeltetői főleg a különleges tervezésű vontató-alváza miatt szerették, amely lehetővé tette, hogy egy egyszerű mozdulattal összeakasszák a lövegmozdonnyal. Általában gyalogsági támogatásra használták az aknavetőt, és ez volt a legnehezebb fegyver, amelyet a katonák kézzel is szállíthattak.

## Fordítás
Ez a szócikk részben vagy egészben  a   M1938 mortar című angol Wikipédia-szócikk ezen változatának fordításán alapul.  Az eredeti cikk szerkesztőit annak laptörténete sorolja fel. Ez a jelzés csupán a megfogalmazás eredetét és a szerzői jogokat jelzi, nem szolgál a cikkben szereplő információk forrásmegjelöléseként.